# She Wants to Move
She Wants to Move is een nummer van de Amerikaanse formatie N*E*R*D uit 2004. Het is de eerste single van hun tweede studioalbum Fly or Die.
Ondanks dat "She Wants to Move" flopte in N*E*R*D's thuisland de Verenigde Staten, werd het vrolijke en dansbare nummer wel een hit in Europa. In de Nederlandse Top 40 was het goed voor een 10e positie, en in de Vlaamse Ultratop 50 de 19e.